# Kadu (futebolista, 1994)
Aldo Geraldo Manuel Monteiro, mais conhecido como Kadu (Porto Amboim, 30 de novembro de 1994), é um futebolista angolano que atua como guarda-redes. Atualmente, joga pelo Varzim.

## Carreira

### FC Porto
Kadú chegou às camadas jovens do FC Porto em 2008–09 depois de ter jogado nas camadas jovens do Belenenses na época anterior. Foi emprestado ao Padroense na época seguinte e voltou para o FC Porto em 2010–11.
Em 2011–12, jogou pela primeira vez na equipa principal a 15 de outubro de 2011, num jogo para a Taça de Portugal onde o FC Porto venceu por 8–0 o Pêro Pinheiro fora. Para além de ter jogado na equipa principal, Kadú também jogou nos juniores do clube ao longo da temporada. No último jogo do campeonato a 12 de maio de 2012, é utilizado mais uma vez nos últimos minutos, numa partida que acabou com uma vitória do FC Porto por 5–2 sobre o Rio Ave fora.
Kadú passou recentemente das camadas jovens para a equipa B.

### Seleção
Em 2024, durante treino da seleção angolana para a disputa da Copa Africana de Nações, foi agredido pelo colega de time Loide Augusto.

## Títulos
FC Porto
- Supertaça Cândido de Oliveira: 2011, 2012
- Primeira Liga: 2011–12